# Système de lancement vertical coréen
Le système de lancement vertical coréen (K-VLS ou KVLS) est un système d'armes de lancement vertical développé par la  Agency for Defense Development (en), organisme de la Corée du Sud, et construit par une branche de Hanwha, pour être déployé par la marine de la république de Corée. Il est utilisé depuis 2003 dans les destroyers de classe Sejong le Grand et devrait être ajouté aux frégates de classe Daegu. Le K-VLS peut déployer le missile de défense aérienne Cheolmae-2, le missile anti-sous-marin Hong Sang Eo, le Haeseong-II, le missile de croisière d’attaque terrestre Hyunmoo-3 et même les missiles mer-sol balistiques stratégiques,.
Une nouvelle version, Le KVLS-II, a été développé par Hanwha Defense et présenté pour la première fois au salon biennal de la défense navale MADEX, qui s’est tenu du 9 au 12 juin 2021 au BEXCO (Centre d'expositions et de congrès de Pusan) à Pusan. Cette variante améliorée conserve la configuration du VLS d’origine et son système de lancement à chaud, ainsi que le système de surveillance des risques et de contrôle des avaries. Le KVLS-II doit être capable de lancer des missiles guidés nouvellement développés tels que des missiles d’attaque terrestre, des missiles balistiques et des missiles antinavires. Il possède une charge utile supérieure et une résistance à la chaleur améliorée, pour mener des frappes de précision à plus longue distance. Un système complet comprendra un maximum de six modules de quatre missiles, contre une configuration 8 × 8 pour le KVLS. Bien que moins large que la première version, le KVLS-II est haut de 2 mètres de plus. Son poids à vide n’a pas été divulgué. Le KVLS-II devrait être installé à bord des futurs destroyers KDDX et KDX III lot 2 de la marine de la République de Corée.

## Navires utilisant le KVLS

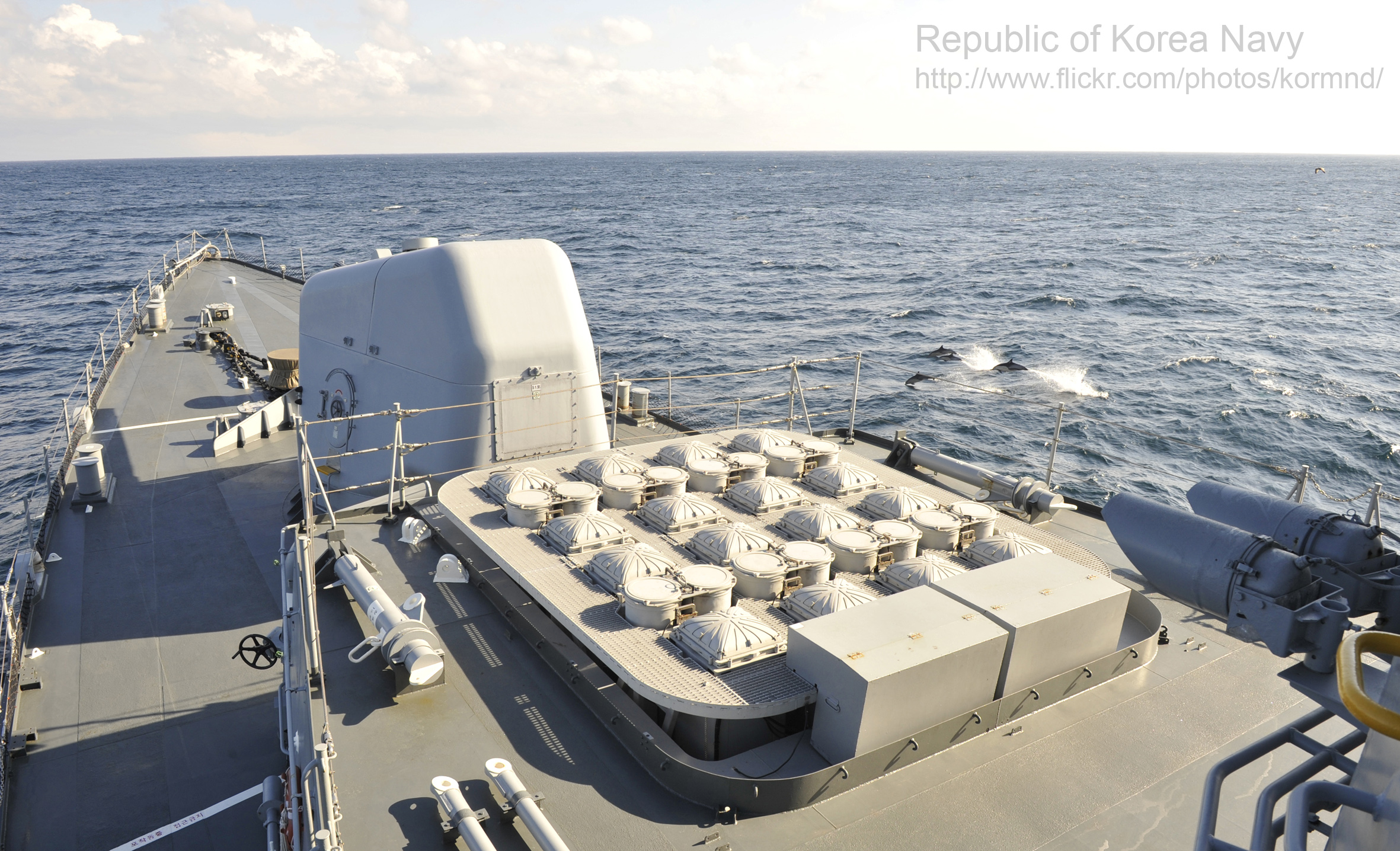
Le KVLS à bord d’un destroyer Sejond le Grand de la marine sud-coréenne.

| Classe                                 | Type de navire                     | Type de K-VLS       |
| -------------------------------------- | ---------------------------------- | ------------------- |
| Classe Chungmugong Yi Sun-sin (KDX-II) | destroyer                          | 24 tubes / 32 tubes |
| Classe Sejong le Grand (KDX-III)       | destroyer                          | 48 tubes            |
| Classe Daegu (FFX-II)                  | frégate                            | 16 tubes            |
| Classe Nampo                           | mouilleur de mines                 | 4 tubes             |
| classe Cheon Wang Bong                 | Landing Ship Tank                  | 4 tubes             |
| Classe Dosan Ahn Changho               | Sous-marin d'attaque conventionnel | 10 tubes            |